# Hayao Kawabe
Hayao Kawabe (川辺 駿 Kawabe Hayao?), född 8 september 1995 i Hiroshima prefektur, är en japansk fotbollsspelare.
Kawabe började sin karriär 2013 i Sanfrecce Hiroshima. 2015 blev han utlånad till Júbilo Iwata. Han spelade 91 ligamatcher för klubben. Han gick tillbaka till Sanfrecce Hiroshima 2018.